# Thierschstraße 41

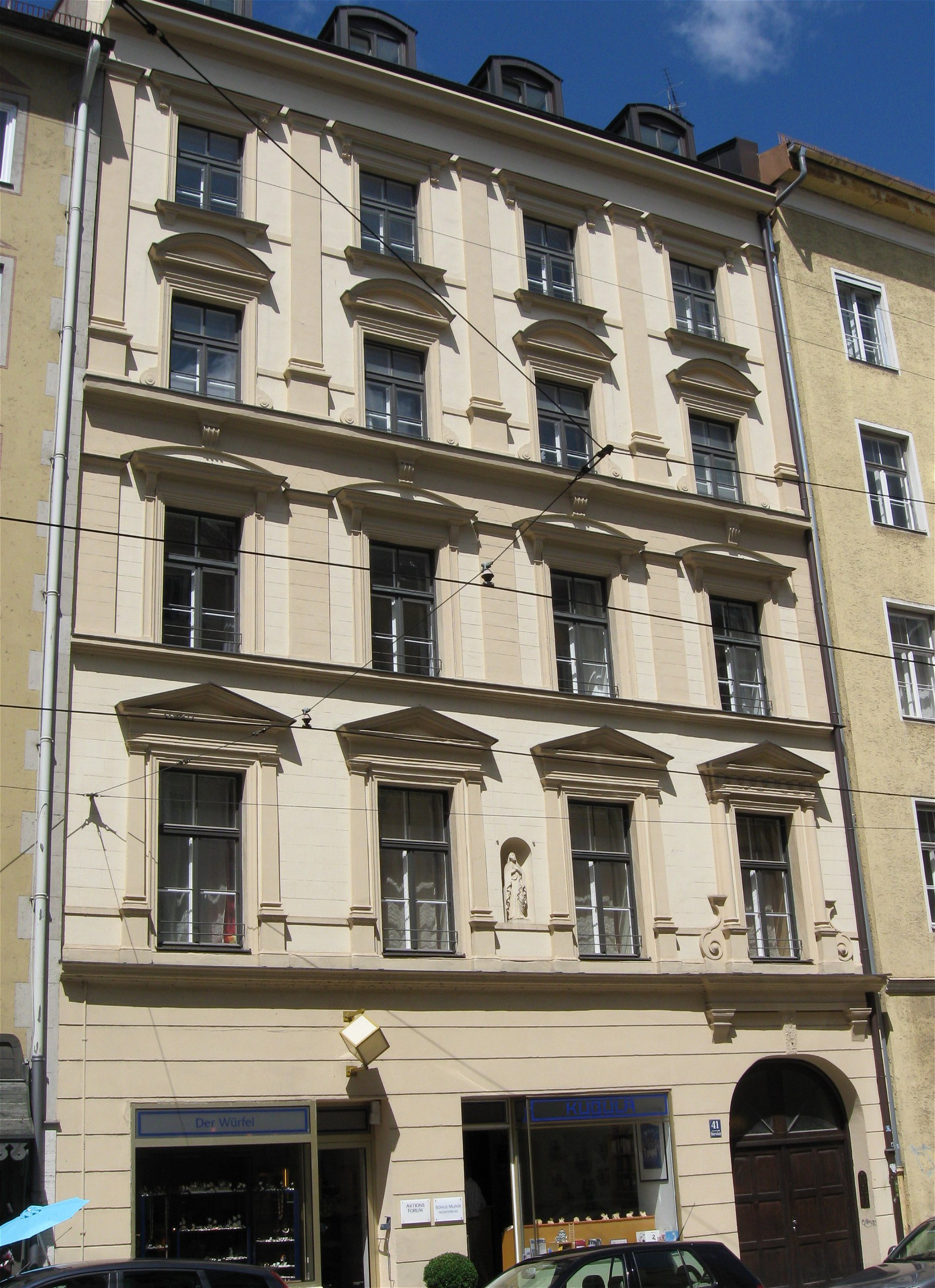
Blick auf die Neurenaissance-Fassade Thierschstraße 41, hinter der Adolf Hitler wohnte

Das Haus Thierschstraße 41 im Lehel von München wurde in den Jahren 1877 bis 1878 nach Plänen des Architekten Albert Schmidt im Stil der Neurenaissance errichtet. Das Baudenkmal ist ein verputzter Ziegelbau mit Stuck und einer Nische für eine Marienfigur. 1893 wurde nach Plänen des Architekten Josef Schretzmayr ein zwei Stockwerke hoher Mansarddach-Bau mit Zwerchhaus auf das dann fünfgeschossige Gebäude aufgesetzt. So wies das Haus insgesamt 13 Wohnungen aus.
1899 erbte Anna Schweyer, Witwe des Kupferschmiedes Karl Schweyer, die Immobilie von ihrem verstorbenen Ehemann. Sie vermietete am 1. Oktober 1919 einen Laden im Erdgeschoss an den Herrenbekleidung- und Sportartikel-Anbieter Hugo Erlanger, der hier zunächst eine Niederlassung einrichten ließ, bevor er das Gebäude während der Deutschen Hyperinflation am 31. Oktober 1921 für 205.000 Mark käuflich erwarb.
Unterdessen war Adolf Hitler ab 1920 als Untermieter der Familie Reichert im Hause eingezogen, dem die jüdische Abstammung des neuen Hauseigentümers „nicht verborgen geblieben sein“ konnte, zumal Hitler noch 1929 Untermieter der Reicherts war. Nachdem Erlanger in der Weltwirtschaftskrise Konkurs machte und der Städtischen Sparkasse die Hypothekenzinsen nicht mehr zahlen konnte, wurde das Haus im September 1934 zwangsversteigert und von der Stadt München erworben.
Im Laufe der zunehmenden Verfolgungen und Entrechtungen von Juden zur Zeit des Nationalsozialismus wurde Erlanger nach den Novemberpogromen 1938 für einen Monat ins Konzentrationslager Dachau verbracht, wo er Zwangsarbeit leisten musste, als Weltkriegsteilnehmer aber wieder freikam. Lediglich aufgrund seiner „Mischehe“ war er nicht unmittelbar von den Deportationen bedroht.
In der Nachkriegszeit gelang dem fast schon im Rentenalter befindlichen Hugo Erlanger erst nach zähen juristischen Verhandlungen eine „Restitution“ beziehungsweise ein Rückkauf seines Hauses Thierschstraße 41.

## Sonstiges
Das Bayerische Landesamt für Denkmalpflege trug das Bauwerk unter der Nummer D-1–62-000–690 in die Liste der Münchner Baudenkmäler ein.